# M'n snoep: Live in Het Concertgebouw
M'n snoep: Live in Het Concertgebouw is het tweede album van het Nederlandse muzikaal-absurdistische cabaretduo Yentl en de Boer uit 2016.
Het live-album bestaat uit 13 nummers die zijn opgenomen tijdens twee uitverkochte concerten in Het Koninklijk Concertgebouw in de zomer van 2016.
Net als op hun debuutalbum De Plaat worden Yentl Schieman en Christine de Boer op deze live-cd begeleid door hun vaste band bestaande uit muzikanten Laurens Joensen, Benny van der Bijl, Rob Veugelaers, Pierre Dunker en Jasper Goedman. Op de avonden in Het Concertgebouw is daar de strijkformatie West Side Trio (Annie Tångberg, Vera van der Bie en Isabella Petersen) aan toegevoegd, die speciale arrangementen schreven bij de liedjes.
Het eerste exemplaar van de cd overhandigde het duo in het radioprogramma De Nieuwsshow aan presentator Frits Spits. Hij was de eerste programmamaker die muziek van Yentl en de Boer op de Nederlandse radio draaide, in zijn programma De Taalstaat.

## Nummers
1. Superhelden - 3:56
2. Hij heb tegen me gezegd - 3:04
3. M'n snoep - 4:11
4. Omdat ik onseker bjen - 5:09
5. Liever dat je slaapt - 4:21
6. Toen het misging - 2:31
7. High Tech - 2:18
8. Fantasy fans - 2:42
9. Ik ga je zegge - 3:35
10. Jij zit in mijn hoofd - 4:34
11. Herfst - 2:56
12. Frio Fuego - 4:58
13. Elfendroom - 6:18